# 虚無の中での遊戯
「虚無の中での遊戯」（きょむのなかでのゆうぎ）は、MALICE MIZERのマキシシングルCD。 2000年5月31日にMidi:Nette（ミディネット）から発売された。

## 解説
- 自主レーベルを設立して復活したシングル3部作の第二弾である。
- ヴォーカル不在のまま作られた曲であるが、Manaは「闇から差す光」のヴォーカルをイメージし、幾つものコーラス用の譜面を書いた。それにより、混声コーラス隊による歌パートが導入されている[1]。
- 合唱によるメロディー以外の声はエフェクトをかけた各メンバーの声である。
- Yu〜kiはManaが全パートを打ち込んだデモテープを聞いて、「誰もが持っている、心の中に渦巻く闇の世界」というイメージと「より低い低音が欲しい」という注文をManaから聞いた上で演奏し、Manaが生のベースとシンセベースをミックスさせる事で、迫力・深みを出した[1]。
- パーカッションをメインにすることを考えていたので、ギターは全く入れなかった。Köziはスタジオの雑用・お茶汲みを中心に行動していた[1]。
- 昨年6月に急逝したメンバー、Kamiへの追悼の意が込められているため、前作同様に各メンバーの衣装やジャケットデザインに至るまで黒を基調としている。

## 収録曲
1. 虚無の中での遊戯 [7:39]
作詞・作曲：Mana
2. 虚無の中での遊戯 （Instrumental） [6:39]
作詞・作曲：Mana

## 収録アルバム
| アルバム         | 発売日           | 備考             |
| 虚無の中での遊戯 | 虚無の中での遊戯 | 虚無の中での遊戯 |
| ---------------- | ---------------- | ---------------- |
| 『薔薇の聖堂』   | 2000年8月23日    | 3rdアルバム      |